# Jacques Hadamard
« Hadamard » redirige ici. Pour l’article homophone, voir Hadamar.
Jacques Salomon Hadamard, né le 8 décembre 1865 à Versailles et mort le 17 octobre 1963 à Paris, est un mathématicien français, connu pour ses travaux en théorie des nombres, en analyse complexe, en analyse fonctionnelle, en géométrie différentielle et en théorie des équations aux dérivées partielles.

## Biographie

### Famille et années de formation
Jacques Salomon Hadamard est né, en 1865, dans une famille juive française. Son père, Amédée Hadamard (1828-1888), originaire de la Moselle, est professeur d'histoire, de grammaire et de littérature classique au lycée impérial de Versailles, puis au lycée Charlemagne à Paris. Sa mère Claire Marie Jeanne, née Picard, donne des leçons de piano. Il a trois sœurs, nées après lui, Jeanne Hortense, Suzanne Jeanne et Germaine Consuelo (1875-1946). Jeanne, née en 1869, meurt en 1870, avant le siège de Paris. Suzanne Jeanne, née en 1871, meurt en 1874. L'épisode de la guerre de 1870 est désastreux pour la famille.
Jacques étudie au lycée Charlemagne, où il excelle, sauf — paradoxalement — en mathématiques. En 1875, son père, Amédée, devient professeur au lycée Louis-le-Grand où il continue ses études. Jacques est reçu premier au concours général en algèbre et en mécanique en 1883.
L'année suivante, il entre premier à l'École normale supérieure. C'est Émile Picard qui y dirige ses travaux de recherches.
Il se marie, en 1892, avec Louise Anna Trénel (1868-1960), avec qui il a trois fils, Pierre Amédée Isaac (1894-1916), Étienne (1897-1916) et Mathieu Georges (1899-1943), et deux filles, Cécile Mariette et Jacqueline.
Il est le beau-frère du grand-rabbin David Haguenau et du grand-rabbin Simon Debré.

### Débuts dans la vie active
En 1889, il enseigne au lycée Saint-Louis, puis à partir de 1890 au lycée Buffon. Il a comme élève Maurice Fréchet et a des contacts avec Émile Borel à l'École normale, jusqu'au départ de ce dernier pour la faculté des sciences de Lille en 1893.
Il obtient son doctorat en 1892, sous la direction de Picard, pour des recherches sur les fonctions définies par séries de Taylor. La même année, il se marie avec Louise-Anna Trénel (1858-1960),.

### Carrière d'universitaire
Il enseigne tout d'abord à la faculté des sciences de l'université de Bordeaux en tant que chargé de cours d'astronomie et mécanique rationnelle de juillet 1893 à février 1896 puis professeur titulaire (successeur de Gaston Lespiault). Il y subit l'influence de Pierre Duhem. Il retourne ensuite à Paris en tant que maître de conférences (oct. 1897) (en remplacement de Paul Painlevé) à la Faculté des sciences de l'université de Paris, et obtient le titre de professeur adjoint en février 1900. En novembre 1897, il devient également suppléant de Maurice Lévy à la chaire de mécanique analytique et mécanique céleste du Collège de France (à la suite de Paul Painlevé).
À la suite de l'affaire Dreyfus (la femme de Dreyfus, née Lucie Hadamard, est la fille de David Hadamard, un cousin du père de Jacques), il s'engage politiquement dans la reconnaissance juive à partir de 1897.
En 1906, il devient président de la Société mathématique de France. En 1909, il obtient la chaire de mécanique analytique et mécanique céleste au Collège de France. Trois ans plus tard, il succède à Henri Poincaré à l'Académie des sciences et à Camille Jordan à l'École polytechnique. En 1920, il crée le séminaire « Analyse de mémoires », dit « séminaire Hadamard », premier séminaire de mathématiques à Paris. En 1920, il devient également professeur à l'École centrale Paris. Jacques Hadamard est aussi président d'honneur de l'Union rationaliste de France.

### Fin de vie
Ses deux premiers fils, Pierre et Étienne, meurent au front en 1916.
En 1940, il fuit l'Occupation avec sa famille grâce à Louis Rapkine et s'installe aux États-Unis. L'accueil n'est pas des plus chaleureux. On raconte que Jacques Hadamard ne parvient même pas à se faire reconnaître comme mathématicien auprès des universitaires américains. Pour subsister, il donne des conférences à la Free French University (École libre des Hautes études qui, à la fin de la guerre, est relocalisée en France pour devenir l'École des Hautes études en sciences sociales (EHESS)), une école créée à l'initiative de Claude Lévi-Strauss pour permettre aux intellectuels français exilés à New York de continuer à s'exprimer. Elle est financée par la Fondation Rockefeller. Jacques Hadamard apprend la mort de son troisième et dernier fils, le lieutenant Mathieu Hadamard, en 1943, en Libye. À la fin de la guerre, il retourne s'installer à Paris.
Il reçoit en 1956 la médaille d'or du CNRS pour l'ensemble de son œuvre.
En 1962, la mort de son petit-fils, Étienne Picard, le fils de sa fille Cécile, dans un accident de montagne l'affaiblit considérablement. Il meurt l'année suivante à l'âge de 97 ans.

## Postérité scientifique
Son résultat le plus célèbre est la démonstration obtenue en 1896 du théorème des nombres premiers (démontré indépendamment la même année par Charles-Jean de La Vallée Poussin). Il a aussi établi la notion de problème bien posé dans le domaine des équations différentielles.
Il laisse son nom aux matrices de Hadamard utilisées dans la transformée de Hadamard dont le champ d'application est vaste : algorithmes quantiques (porte de Hadamard), traitement du signal, compression de données, etc. ainsi qu'au développement d'une fonction méromorphe en produit de Hadamard, au produit de Hadamard de deux séries et aux variétés de Hadamard. La pseudo-transformation de Hadamard est également utilisée en cryptographie.
De plus, on retrouve son nom dans le théorème de Cauchy-Hadamard, énoncé par Cauchy, mais redécouvert et popularisé par Hadamard. Ce théorème dit sur quel disque une série entière converge.
Célèbre pour sa distraction, il aurait servi de modèle principal pour le personnage du savant Cosinus.

## Publications

### Ouvrages
- Essai sur l'étude des fonctions données par leur développement de Taylor. Étude sur les propriétés des fonctions entières et en particulier d'une fonction considérée par Riemann, 1893
- « Sur la distribution des zéros de la fonction ζ(s) et ses conséquences arithmétiques », Bull. Soc. Math. Fr., vol. 24, 1896, p. 199-220
- Leçons de géométrie élémentaire (géométrie plane), Paris, Colin, 1898
- Leçons de géométrie élémentaire (géométrie dans l'espace), Paris, Colin, 1901
- Leçons sur la propagation des ondes et les équations de l’hydrodynamique, Paris, Hermann, 1903
- Leçons sur le calcul des variations, vol. 1, Paris, Hermann 1910
- Henri Poincaré, l'œuvre scientifique, l'œuvre philosophique, par Vito Volterra, Jacques Hadamard, Paul Langevin et Pierre Boutroux, Librairie Félix Alcan, coll. «Nouvelle collection scientifique», 1914.
- Cours d’analyse professé à l’École polytechnique, 2 vols., Paris, Hermann 1925/27, 1930 (vol. 1 : Compléments de calcul différentiel, intégrales simples et multiples, applications analytiques et géométriques, équations différentielles élémentaires ; vol. 2 : Potentiel, calcul des variations, fonctions analytiques, équations différentielles et aux dérivées partielles, calcul des probabilités)
- La Série de Taylor et son prolongement analytique, 2e éd., Gauthier-Villars, 1926
- Le Problème de Cauchy et les équations aux dérivées partielles linéaires hyperboliques, Hermann, 1932
- Essai sur la psychologie de l'invention dans le domaine mathématique[18], A. Blanchard, 1959  (ISBN 2-87647-017-9), réimpr. Gauthier-Villars (1975), J. Gabay (2007)  (ISBN 978-2-87647297-6) — traduit de (en) Psychology of Invention in the Mathematical Field, Princeton University Press, 1945, réimpr. Dover, 1954, 1990, 2003  (ISBN 978-0-486-20107-8)
- La Théorie des équations aux dérivées partielles, Éditions scientifiques, 1964
- Hadamard, Jacques (1968), Maurice Fréchet, Paul Lévy, Szolem Mandelbrojt et al., eds., Œuvres de Jacques Hadamard (4 tomes), Éditions du CNRS, Paris

## Distinctions

### Décorations
- Grand-croix de la Légion d'honneur Il est fait officier le 9 octobre 1923, promu commandeur en 6 janvier 1936. Il est élevé à la dignité de Grand officier le 7 février 1948, et de grand-croix le 2 mai 1957[19]

### Prix et récompenses
- 1883 : concours général
- 1892 : grand prix des sciences mathématiques
- 1898 : prix Poncelet
- 1903 : prix Petit d'Ormoy, Carrière, Thébault, avec Marcel Alexandre Bertrand
- 1908 : prix Estrade-Delcros pour l'ensemble de ses travaux de mathématique
- 1920 : Silliman Memorial Lectures (en)
- 1951 : prix Antonio-Feltrinelli[20]
- 1956 : médaille d'or du CNRS

### Honneurs
- Doctorat honoris causa de l'Université hébraïque de Jérusalem en 1957

#### Bases de données et dictionnaires
- Ressources relatives à la recherche :   - Académie royale de Belgique
  - La France savante
  - Mathematics Genealogy Project
  - Persée
- Ressource relative à la vie publique :   - base Léonore
- Notices dans des dictionnaires ou encyclopédies généralistes :   - Biografisch Portaal van Nederland
  - Britannica
  - Brockhaus
  - Den Store Danske Encyklopædi
  - Deutsche Biographie
  - Enciclopedia De Agostini
  - Gran Enciclopèdia Catalana
  - Hrvatska Enciklopedija
  - Internetowa encyklopedia PWN
  - Nationalencyklopedin
  - Proleksis enciklopedija
  - Store norske leksikon
  - Treccani
  - Universalis
- Notices d'autorité :   - VIAF
  - ISNI
  - BnF (données)
  - IdRef
  - LCCN
  - GND
  - Italie
  - Japon
  - CiNii
  - Espagne
  - Pays-Bas
  - Pologne
  - Israël
  - NUKAT
  - Catalogne
  - Suède
  - Australie
  - Norvège
  - WorldCat
- Base Léonore